# Skalka (hrad a zámek ve Vlastislavi)
Skalka je zřícenina hradu a zámek na okraji obce Vlastislav u Lovosic v okrese Litoměřice. Nedaleko od starého slovanského hradiště byl ve 14. století založen šlechtický hrad. Po jeho zpustošení Švédy za třicetileté války byl na jeho úpatí postaven barokní zámek. Od roku 1964 je chráněn jako kulturní památka.

## Historie
První písemná zmínka o hradu pochází z roku 1357, kdy se jeho název objevuje v predikátu Petra ze Skalky. Rod zakladatelů hradu vlastnil Skalku do začátku 15. století. V roce 1414 je jako její majitel uveden Hanuš Kaplíř ze Sulevic. Po ztrátě Žlutic hrad koupil Jan II. Žlutický z Vřesovic a sídlil na něm až do roku 1544, kdy ho prodal zpět Kaplířům ze Sulevic a odstěhoval se neznámo kam. Kaplířové vlastnili Skalku až do roku 1578, kdy ji sňatkem s Annou Kaplířovou získal Adam Hrzán z Harasova († 1619).

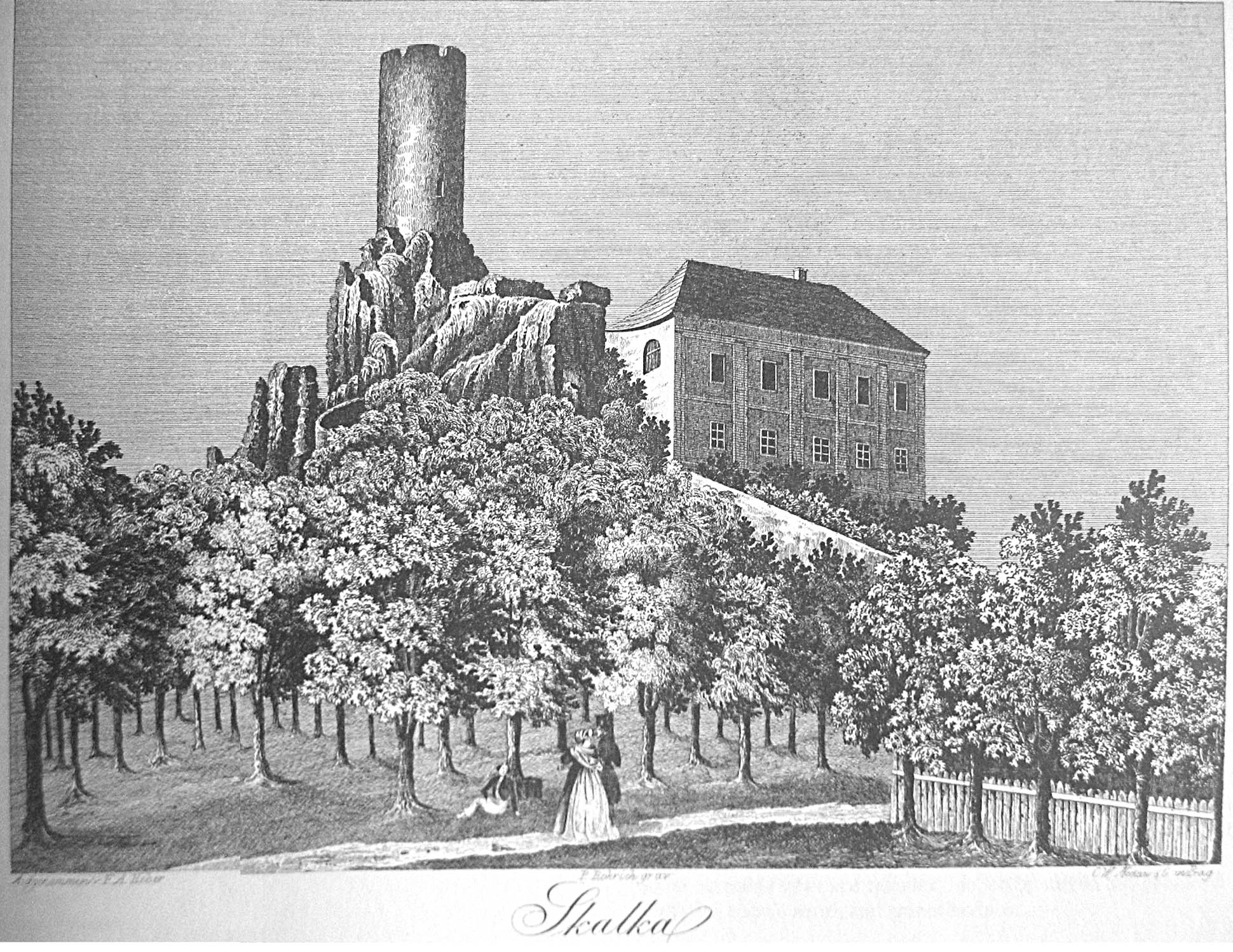
Skalka na rytině F. A. Hebera z roku 1845

Během třicetileté války lavíroval majitel Skalky Zdeslav Hrzán z Harasova mezi válčícími stranami. Skalku se mu ale podařilo udržet a uhájit před konfiskací ze strany královské komory. Za švédského vpádu v roce 1639 byl hrad zpustošen a od té doby přestal být obývaný.
To byl důvod, proč se Hrzánové rozhodli postavit nové rezidenční sídlo. Nechtěli zřejmě opustit polohu uprostřed Českého středohoří a na úpatí hradu postavili zámek. Jeho podoba nasvědčuje vzniku ve druhé polovině 17. století. Stalo se tak pravděpodobně za Jana Adama Hrzána z Harasova († 1681), povýšeného v roce 1650 do panského stavu a roku 1666 mezi říšská hrabata. V roce 1719 bylo panství Skalka spojeno s dominii Dlažkovice a Podsedice Marie Putzové z Adlerthurnu, zámek se stal jejich správním střediskem. V letech 1730–1796 vlastnili tento majetek páni z Hatzfeldu, po nich Schönbornové. František Alexandr Heber uvádí, že v polovině 19. století sídlila v zámku správa panství Dlažkovice. Celé druhé patro a západní část budovy byly prázdné. U zámku stál hospodářský dvůr, pivovar, lihovar, ovčín, myslivna a bažantnice. Zámek obklopovaly ovocné stromy. Po druhé světové válce sloužil zámek jako depozitář Státního oblastního archivu v Litoměřicích.
Dne 22. ledna 1945 se na zámku narodil Kryštof Maria Schönborn, od roku 1995 vídeňský arcibiskup a od roku 1998 kardinál.
Od roku 2001 se majitelem zámku stala obec Vlastislav. Každoročně od jara do podzimu je na zámku přístupná expozice výtvarníků a fotografů činných v Českém středohoří. Zároveň je možné navštívit výstavu věnovanou historii Skalky a okolních hradů, připravenou občanským sdružením Hrady Českého středohoří.
V roce 2017 zámek navštívilo 477 návštěvníků.

## Stavební vývoj

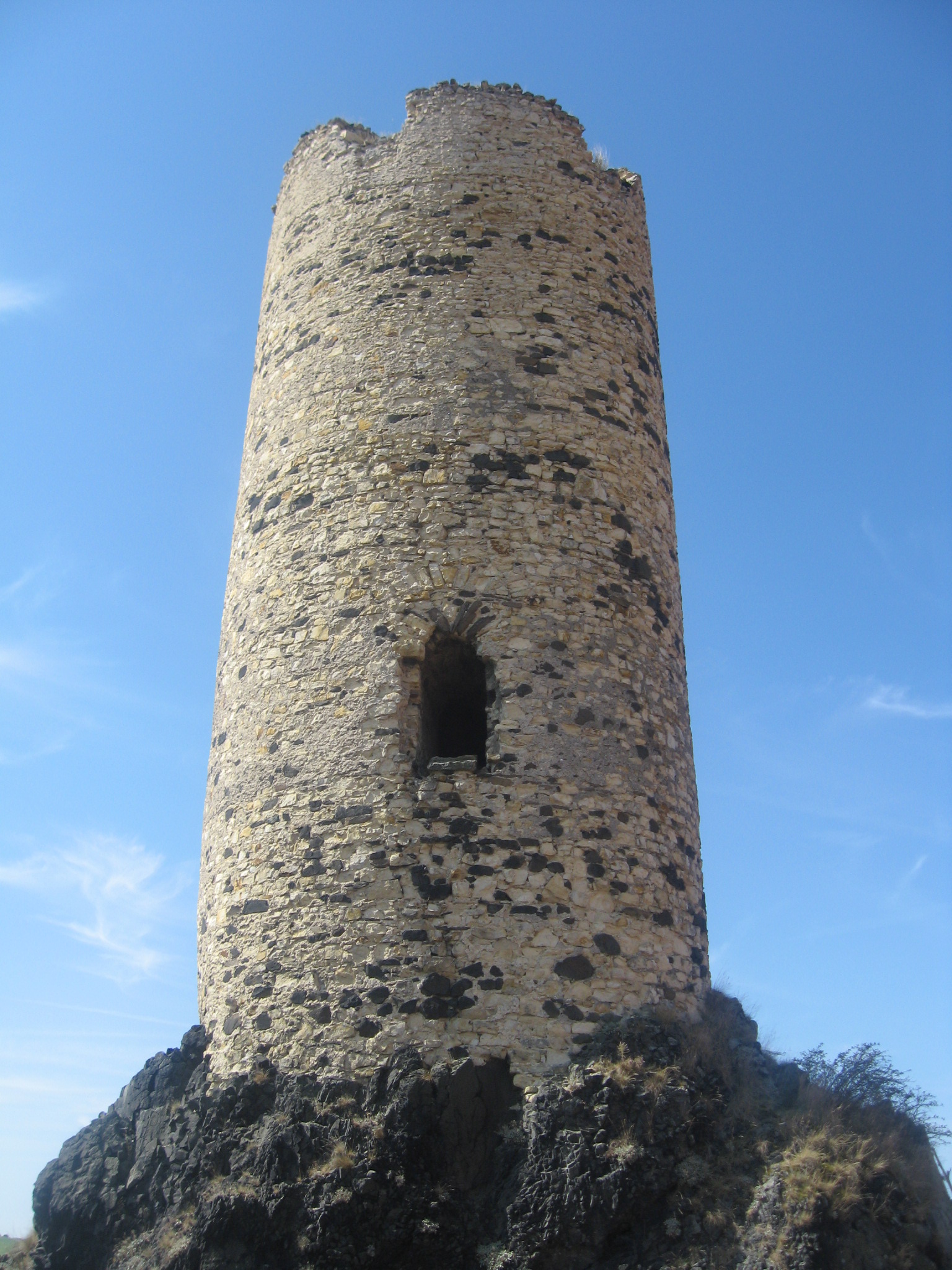
Bergfrit s původním vchodem

Skalka byla šlechtický hrad bergfritového typu. Skládal se z hradního jádra a předhradí, které byly odděleny do skály vylámaným příkopem dosud patrným na jižní straně. V nejvyšší části hradu se nalézá útočištná věž (bergfrit), v jehož sousedství zřejmě stál palác. Věž na vrcholku čedičové skály je vystavěná ze světlé opuky. Má oválný tvar a je vysoká 15,5 metru. Přístupná byla pouze z paláce pomocí padacího mostu dochovaným portálem ve výši asi pět metrů nad úrovní terénu. August Sedláček reprodukoval dva nápisy z interiéru věže z let 1605 a 1615 dokazující, že v té době sloužila jako vězení. Věž je jediným nadzemním pozůstatkem hradu. Zbytky brány v předhradí, o kterých píše Tomáš Durdík, v hradním areálu už patrné nejsou.
Zámek je dvoupatrový, na obdélníkovém půdorysu. Na fasádě jsou patra spojena dlouhými pilastry. Okna v rámcích jsou zdobena uchy. Chodba prvního patra byla v roce 1959 sklenuta novou segmentovou klenbou. Zámek byl postaven ve druhé polovině 17. století. Podle některých autorů ho projektoval Antonio della Porta. Je pravděpodobné, že ještě v 16. století byl hrad přestavěn na renesanční zámek. Je totiž sotva představitelné, že by Kaplířové a Hrzánové sídlili ve stísněných prostorách středověkého hradu. Stavební materiál ze zámku zničeného Švédy byl pak použit na stavbu nové zámecké budovy.

## Současnost
Majitelkou komplexu je obec Vlastislav. V prostorách zámku probíhá každoročně v letním období výstava fotografií a obrazů s námětem Českého středohoří. V jedné z místností je umístěna stálá výstava přibližující historií hradů ve Středohoří, v další místnosti je expozice věnovaná historii objektu. V sousedství bergfritu je vybudována vyhlídková plošina, umožňující panoramatický rozhled.

## Slavní rodáci
- Christoph Schönborn (* 1945), kardinál, emeritní arcibiskup vídeňský

## Galerie

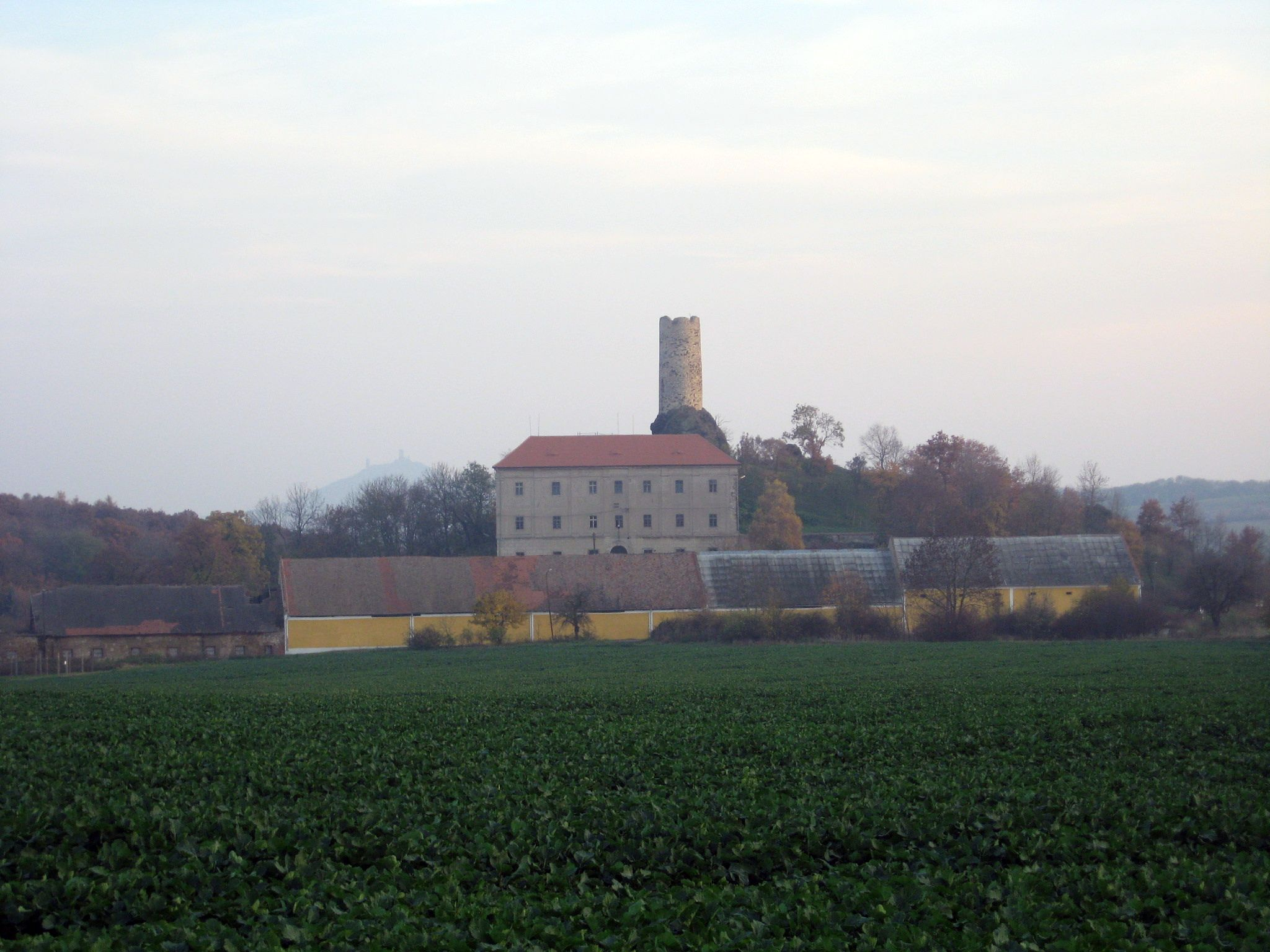
Skalka od severu
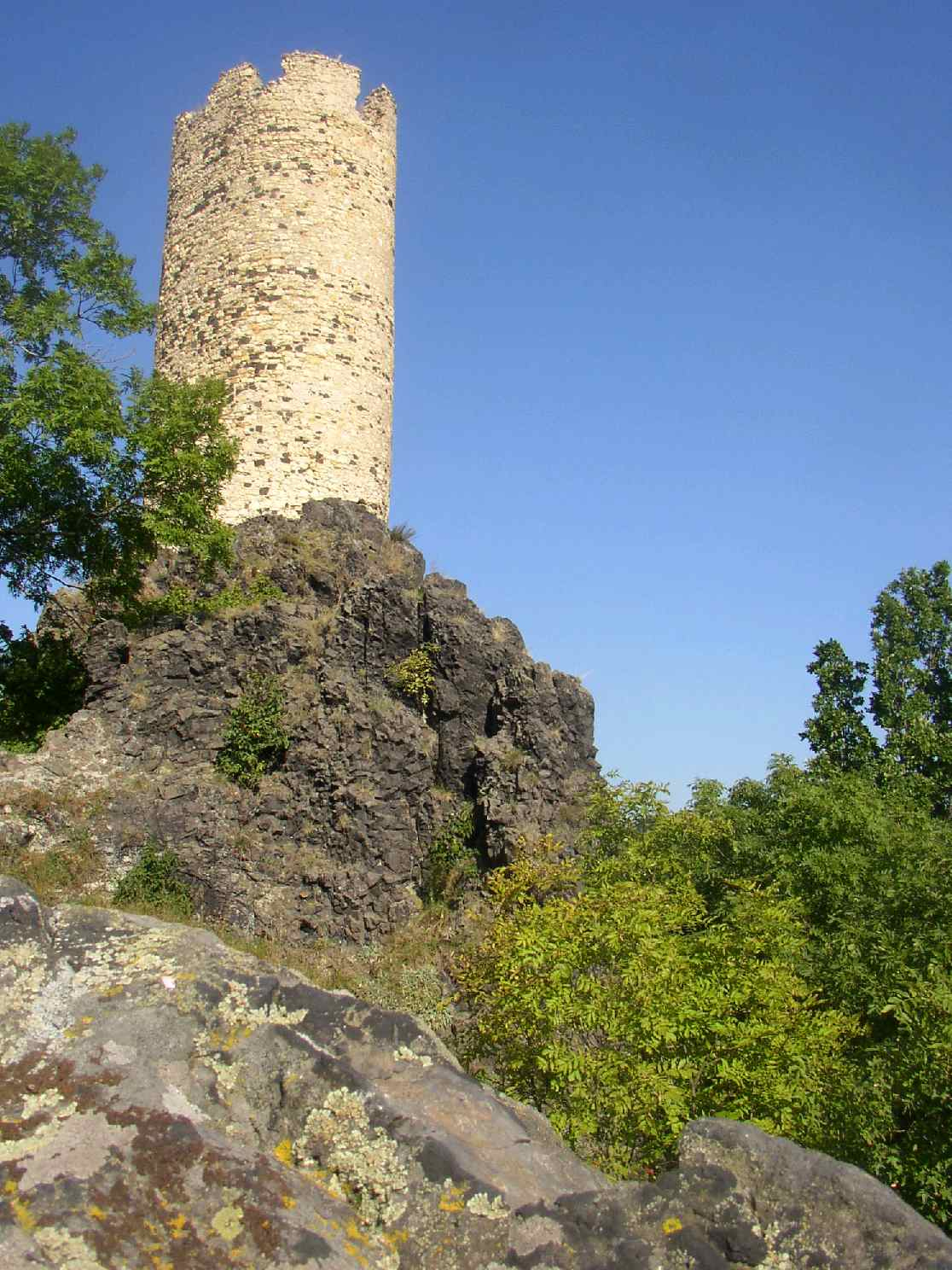
Bergfrit
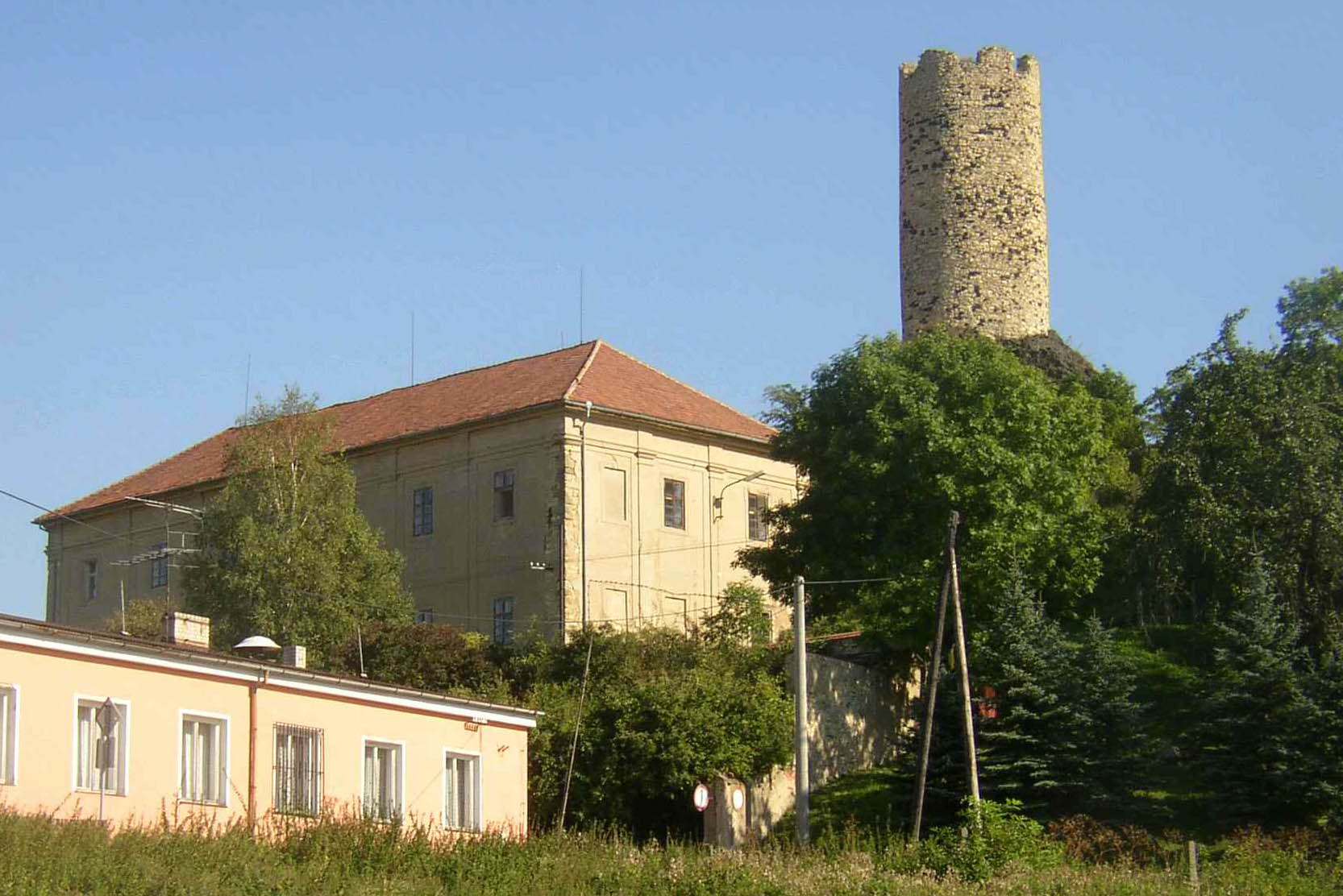
Věž, zámek a část dvora
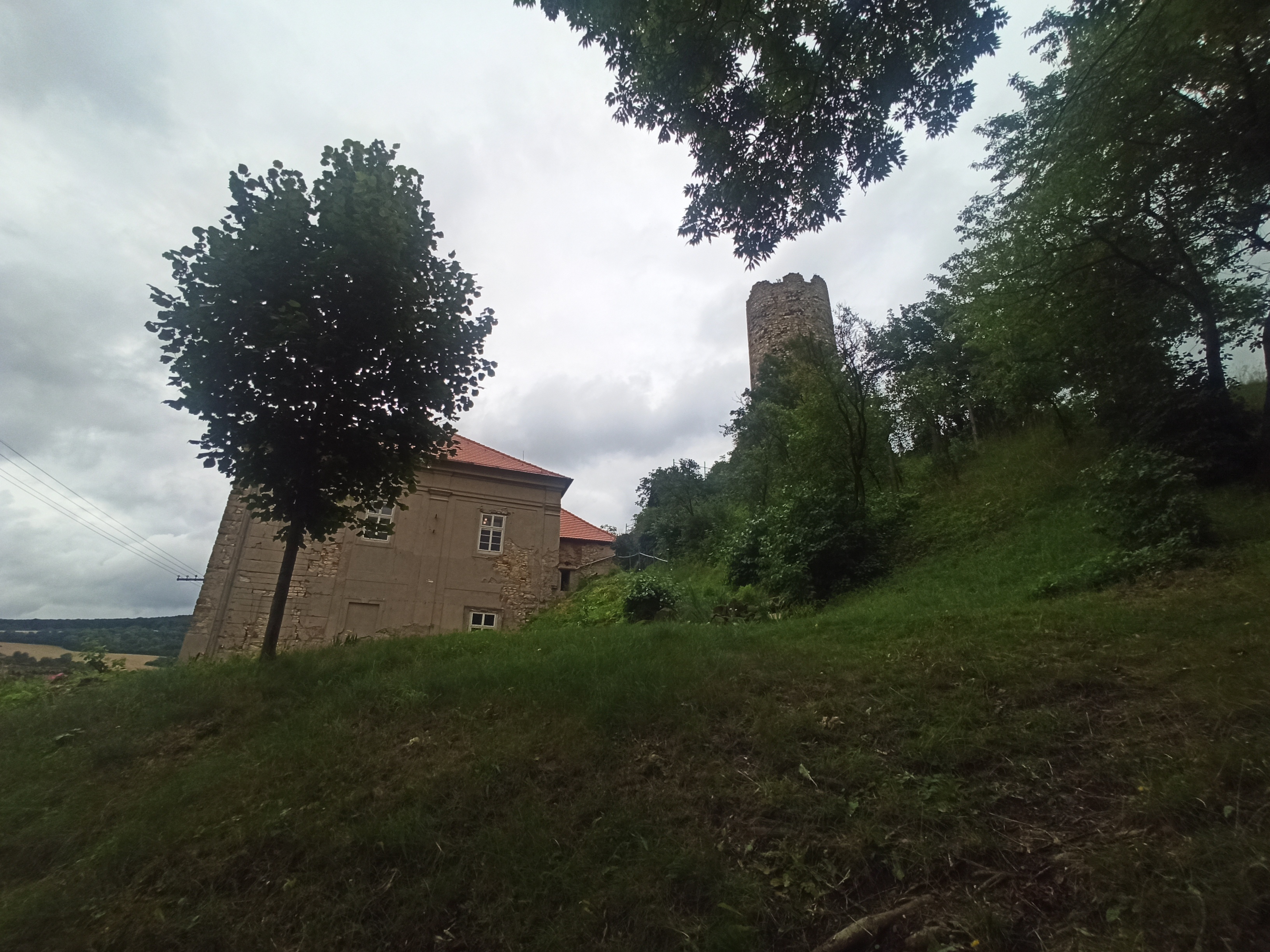
Věž a zámek
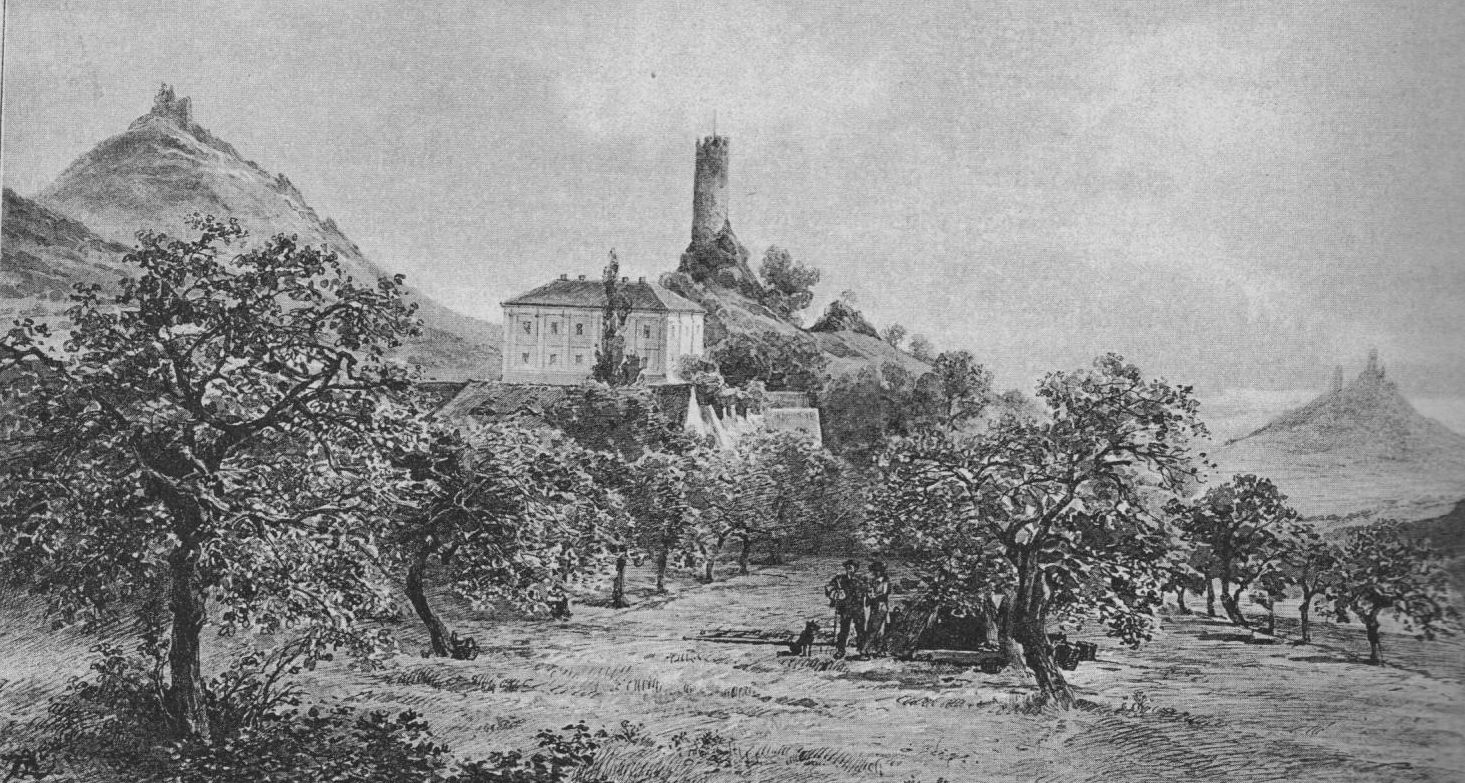
Skalka v roce 1892 zobrazená v Ottových Čechách